# Phare des Skerries
Le phare des Skerries (en gallois : Ynysoedd y Moelrhoniaid) fut d'abord allumé sur le point le plus élevé de la plus grande île des Skerries après 1716. Il se trouve sur un des îlots, en bout de Carmel Head (en) à l'extrémité nord-ouest d'Anglesey, au Pays de Galles.
Ce phare est géré par le Trinity House Lighthouse Service à Londres, l'organisation de l'aide maritime des côtes du Pays de Galles.

## Histoire
Il a été reconstruit vers 1759. C'est une tour cylindrique légèrement effilée, de 6,65 mètres de diamètre et d'environ 8,5 mètres de haut. La lanterne est située au-dessus de la tour. Morgan Jones, qui était High Sheriff of Cardiganshire (en), a hérité du phare en 1778. Il a relevé le sommet de la première tour de 6,7 mètres et construit une galerie autour d'une lanterne totalement vitrée.
Trinity House a repris l'exploitation du phare en vertu d'une loi d'habilitation de 1836, mais après un long combat avec les propriétaires qui voulaient protéger leur investissement d'un faible prix lors de son rachat. Il a été restauré par James Walker, avec une diminution de diamètre et un parapet plus solide (comme celui du phare de Trwyn Du). La galerie en pierre avait une largeur de 0,84 m et était montée sur des corbeaux avec un parapet à créneau. Une nouvelle lanterne vitrée en fonte, de 4,25 mètres de diamètre avec une lumière dioptrique à miroirs, a été remplacée plus tard par une lentille catadioptrique. Sur le côté nord de la tour, il y a une ancienne porte extérieure présentant les armes de Trinity House, qui mène maintenant à la salle des machines.
La lumière émet à une hauteur de 36 mètres au-dessus de la marée haute moyenne, avec une intensité de 1.150.000 candelas . Il clignote deux fois toutes les 10 secondes et peut être vu jusqu'à 41 km de loin. En 1903/4, une solide tour circulaire, d'environ 3 mètres de diamètre, a été ajoutée au côté sud-ouest de la tour principale pour porter une lumière de secteur. Celle-ci émet à une altitude de 26 mètres au-dessus de la mer. La lumière a été automatisée en 1987 et est maintenant contrôlée à partir de Holyhead.
A proximité se trouvent des habitations en amphithéâtre avec des cours pavés et des escaliers d'entrée, un jardin, un pont de pierre reliant deux des îlots et un bâtiment unique en pierre. Un couloir axial conduit des logements de gardiens à la base de la tour du phare. L'ancienneté de cette station rend les bâtiments dignes d'intérêt. Durant plusieurs étés, ils ont été utilisés par les gardiens travaillant pour la Royal Society for the Protection of Birds.

### Lien connexe
- Liste des phares du Pays de Galles